# Barnaul
Barnaul (russisch Барнау́л) ist die Hauptstadt der russischen Region Altai im Süden Westsibiriens mit 612.401 Einwohnern (Stand 14. Oktober 2010).

## Geografie und Verwaltung
Die Stadt befindet sich 200 km südöstlich von Nowosibirsk und 280 km von der Grenze zu Kasachstan entfernt. Sie liegt am westsibirischen Hauptfluss Ob am Ostrand der Barabasteppe in sandiger Gegend.
Die Stadt Barnaul ist Verwaltungszentrum und größte Stadt der Region Altai, die mit der Abspaltung der Republik Altai mit der Hauptstadt Gorno-Altaisk rund ein Drittel ihres Gebietes abgab.
Bürgermeister ist seit dem 14. Februar 2020 Wjatscheslaw Frank (er löste damit seinen Vorgänger Sergei Dugin ab).

## Klima
In Barnaul herrscht kontinentales Klima mit sehr kalten Wintern und warmen Sommern.
|                       | Jan   | Feb   | Mär   | Apr  | Mai  | Jun  | Jul  | Aug  | Sep  | Okt  | Nov   | Dez   |   |      |
| Mittl. Tagesmax. (°C) | −11,1 | −9,5  | −1,8  | 8,9  | 18,9 | 24,5 | 26,2 | 23,3 | 17,7 | 7,7  | −2,7  | −9,5  | ⌀ | 7,8  |
| Mittl. Tagesmin. (°C) | −20,3 | −19,9 | −12,3 | −1,7 | 5,8  | 11,7 | 14,1 | 11,3 | 5,7  | −1,3 | −10,7 | −18,3 | ⌀ | −2,9 |
|                       |       |       |       |      |      |      |      |      |      |      |       |       |   |      |
| Niederschlag (mm)     | 28    | 18    | 17    | 25   | 40   | 44   | 64   | 43   | 28   | 44   | 28    | 24    | Σ | 403  |
|                       |       |       |       |      |      |      |      |      |      |      |       |       |   |      |
| Regentage (d)         | 7     | 6     | 5     | 6    | 8    | 7    | 8    | 8    | 6    | 10   | 9     | 8     | Σ | 88   |

| −20,3 |

| −19,9 |

| −12,3 |

| −1,7 |

| 5,8 |

| 11,7 |

| 14,1 |

| 11,3 |

| 5,7 |

| −1,3 |

| −10,7 |

| −18,3 |

| −20,3 |

| −19,9 |

| −12,3 |

| −1,7 |

| 5,8 |

| 11,7 |

| 14,1 |

| 11,3 |

| 5,7 |

| −1,3 |

| −10,7 |

| −18,3 |

## Geschichte

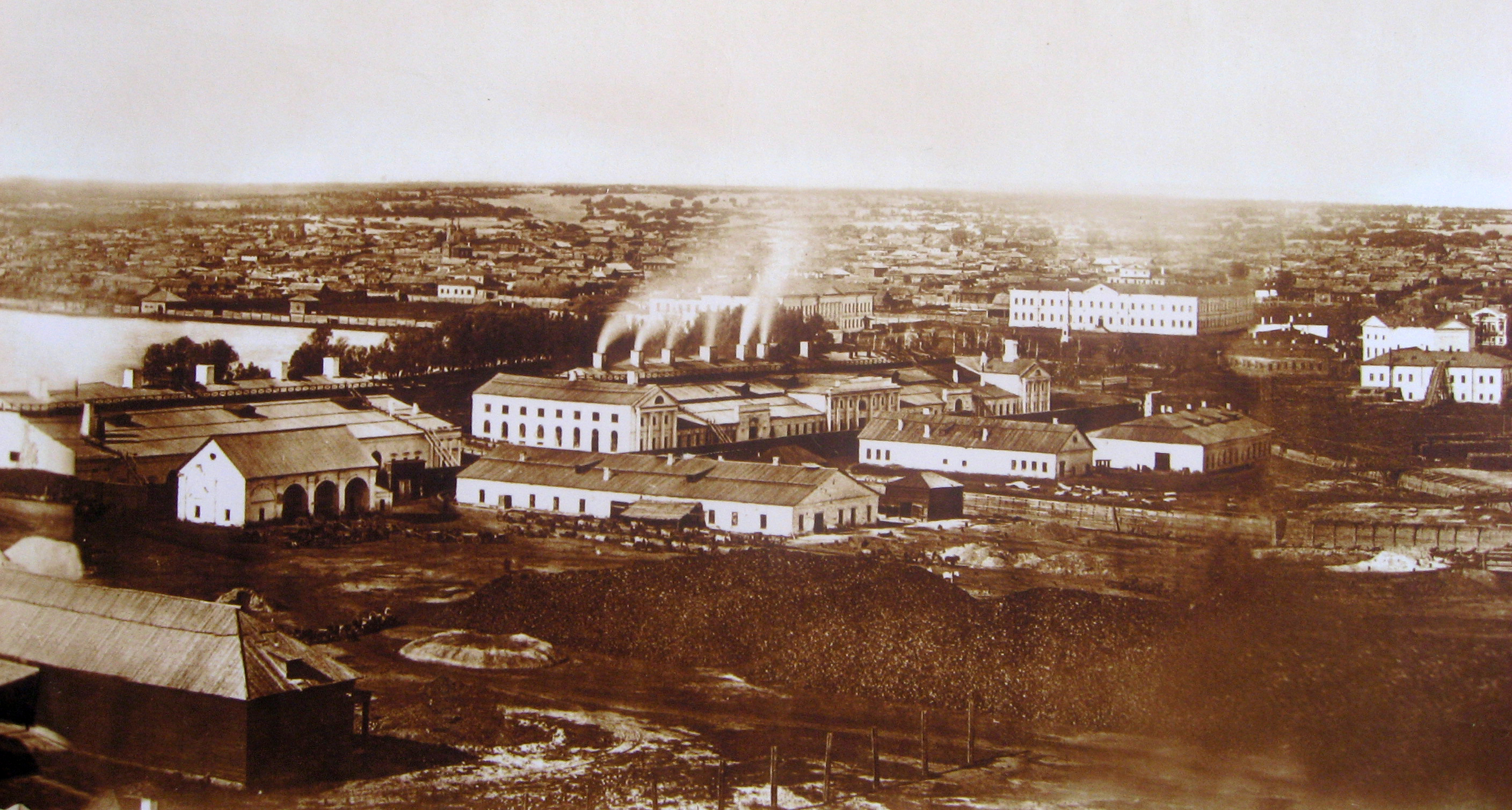
Die Kupferschmelze um 1850 – Ursprung von Barnaul

Barnaul ist eine der ältesten Städte Westsibiriens. Sie wurde 1730 als Kosakenfort gegründet und ist seit 1771 Stadt. Bis 1867 war sie neben Jekaterinburg die zweite offizielle Bergbaustadt Russlands.
Seit 1727 wurden Verbrecher und politische Gefangene nach Sibirien verbannt, woraufhin sich die Bevölkerungszahl schnell erhöhte und viele billige Arbeitskräfte zur Verfügung standen. Aus diesem Grund errichtete die Industriellendynastie Demidow (Akinfi Demidow, 1678–1745) 1730 eine Kupferschmelze an der Mündung der Barnaulka in den Ob, um die herum sich eine Stadt entwickelte. Die Kupferschmelze befand sich in der Nähe des Flusses, was den Transport der Maschinen und den Abtransport des Kupfers erleichterte. Zudem war die Nähe zum Wald, und damit zum Brennstoff Holz, ideal. Die weiten Transportwege von den Kupferbergwerken zu den weiterverarbeitenden Kupferschmelzen wurden dadurch erheblich verkürzt und die Kosten gesenkt. Somit entstand das erste industrielle Zentrum Sibiriens.

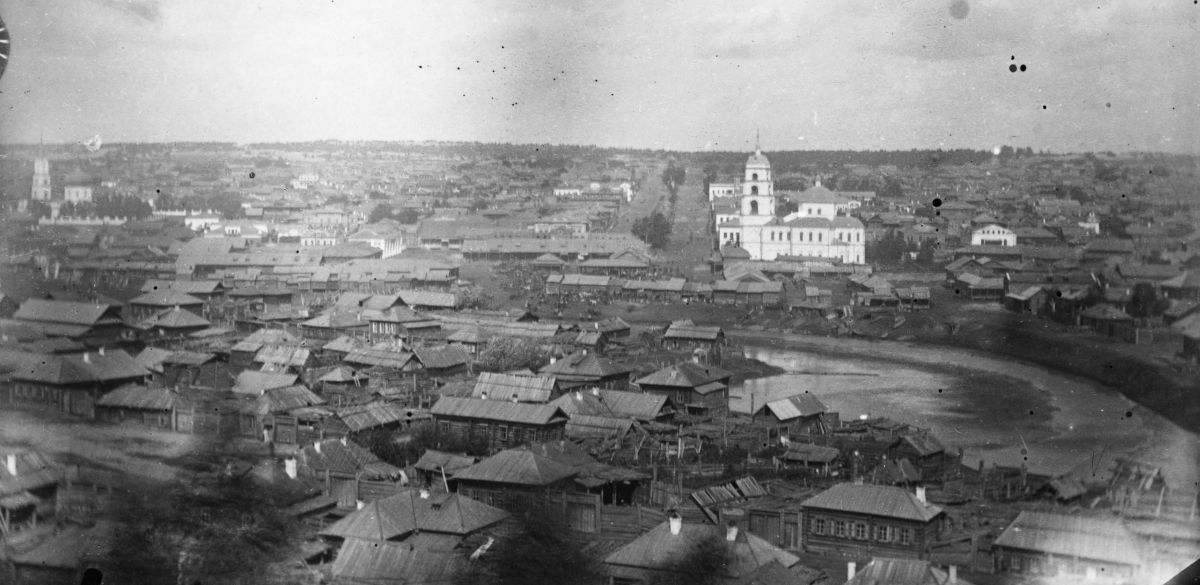
Barnaul um 1885

Einige Jahre später wurden Silbererze im Altai gefunden. Eine erste Schmelze und Schmiede für Silber wurde in Barnaul errichtet. Sie existierten von 1744 bis 1893. In diesem Zeitraum wurden pro Jahr ca. 7,4 Tonnen Silber gefördert, die gesamte Region förderte 90 % des Silbers ganz Russlands. Am 1. Mai 1747 erließ die Zarin Elisabeth Petrowna ein Dekret zur Enteignung der Industrie Barnauls und übernahm die Stadt als Zentrum des Silbers in Staatshand.

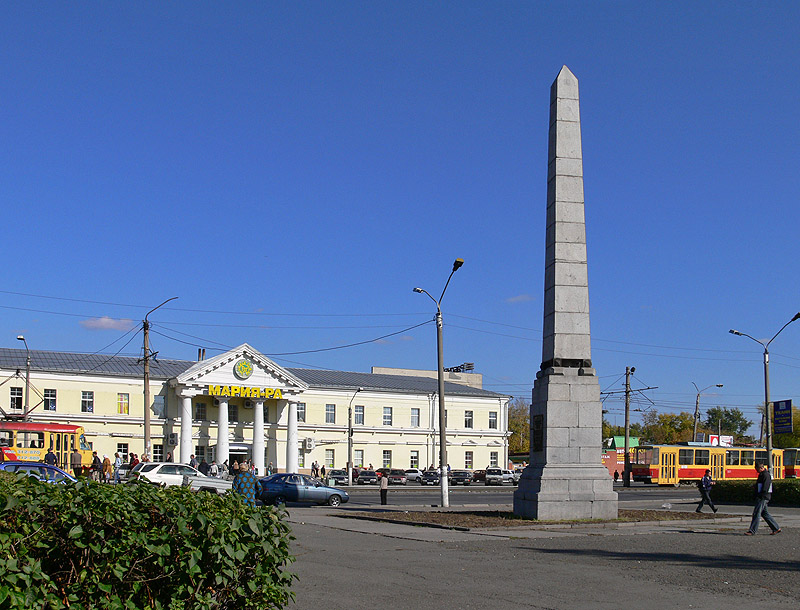
Demidow-Platz

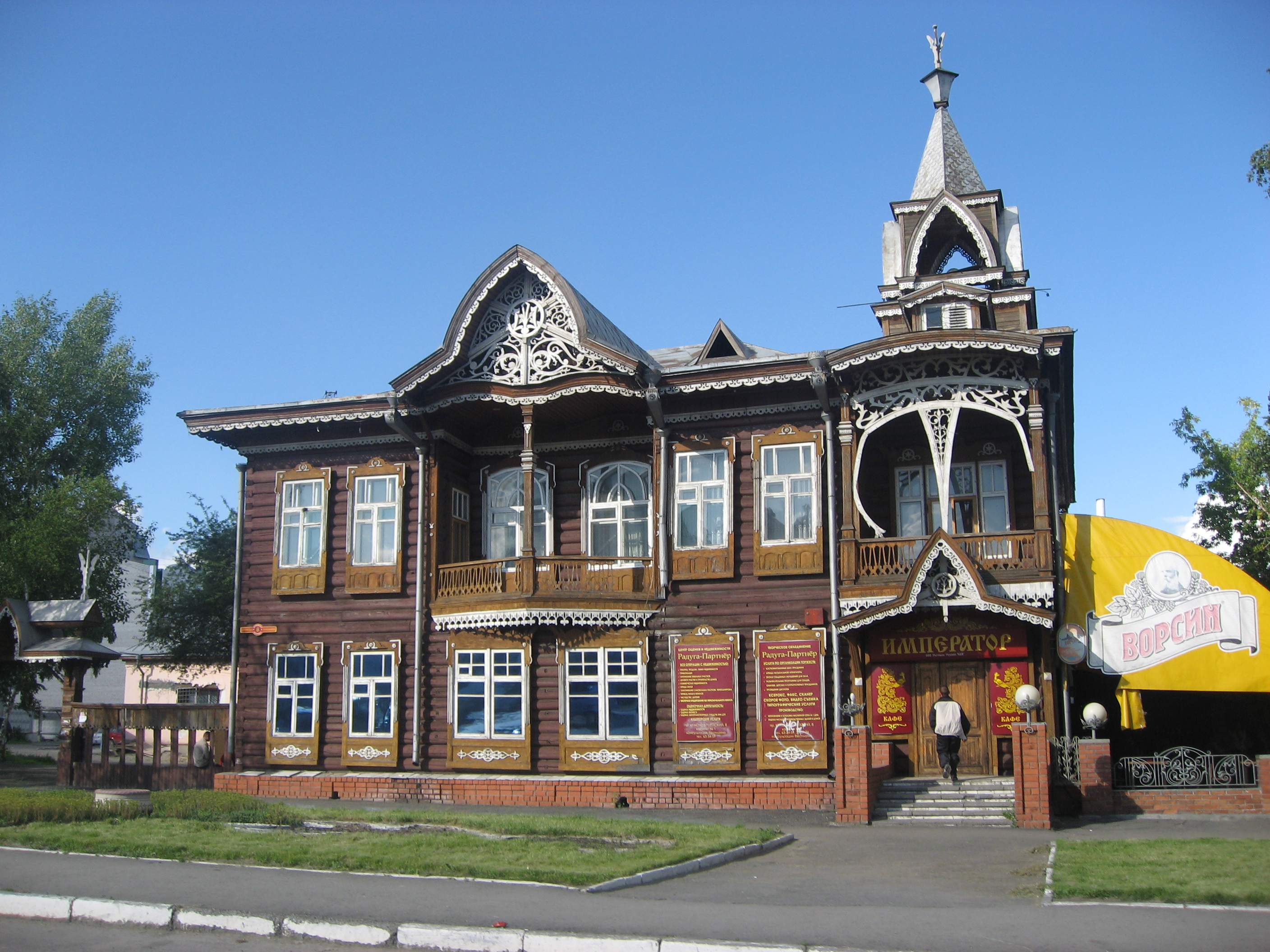
Café Imperator

Im Jahr 1753 wurde in Barnaul eine kleine Bergbauschule gegründet, deren Abschluss zum Besuch der höheren Bergbau-Fachschule in Sankt Petersburg berechtigte. Diese Zusammenlegung von Ausbildung und Arbeitsort führte zum weiteren Wachstum der Stadt.
Ab 1771 war Barnaul die zweite offizielle Bergbaustadt Russlands, die damit verbundenen Privilegien, wie z. B. das Recht zur eigenen Geldemission, beeinflussten stark die durch umfangreiche Industrieansiedlung gekennzeichnete Entwicklung der Stadt. 1779 wurde eine höhere Fachschule für Bergbau, wie sie in St. Petersburg bestand, als logische Weiterentwicklung gegründet.
Im Jahr 1823 gründete Friedrich August von Gebler das „Naturhistorische Museum“ in Barnaul. Das erste meteorologische Observatorium Sibiriens wurde 1838 in Barnaul erbaut.
In den Folgejahren erlangte der Grenzhandel mit der Mongolei nach dem 1902 abgeschlossenen Ausbau des Tschujska-Traktes als befahrbarer Handelsstraße über den Kamm des Altaigebirges in Barnaul immer mehr Bedeutung und wurde ein wichtiger Handelszweig. Die Anbindung an das Eisenbahnnetz 1915 war für Barnaul die Öffnung zu größeren Einfluss- und Handelsgebieten in Sibirien. Die Transsibirische Eisenbahn verläuft jedoch 200 Kilometer nördlich in Nowosibirsk.
1917 kam es zu einem Großbrand in Barnaul, der die Stadt zu großen Teilen vernichtete. Im Zuge des Wiederaufbaus wurde Barnaul nach dem Prinzip der Gartenstadt neu gestaltet, was den heutigen Charakter der Stadt unübersehbar prägt.
Im Rahmen der Industrialisierung in der Zeit des Stalinismus wurde die Transsibirische Eisenbahn mit Inbetriebnahme der Turksib 1934 weiter ausgebaut, wodurch Barnaul seine Bedeutung als Verkehrsknotenpunkt der Region erlangte.

## Bevölkerung
Die Bevölkerung setzt sich zusammen aus Russen (95,79 %), Deutschen (0,94 %), Ukrainern (0,81 %) und anderen Nationalitäten (2,46 %).

### Bevölkerungsentwicklung
| Jahr | Einwohner |
| ---- | --------- |
| 1835 | 9.100     |
| 1860 | 11.600    |
| 1879 | 13.529    |
| 1897 | 21.073    |
| 1916 | 71.200    |
| 1939 | 148.162   |
| 1959 | 305.046   |
| 1970 | 439.134   |
| 1979 | 533.263   |
| 1989 | 601.811   |
| 2002 | 600.749   |
| 2010 | 612.401   |
| 2012 | 621.669   |

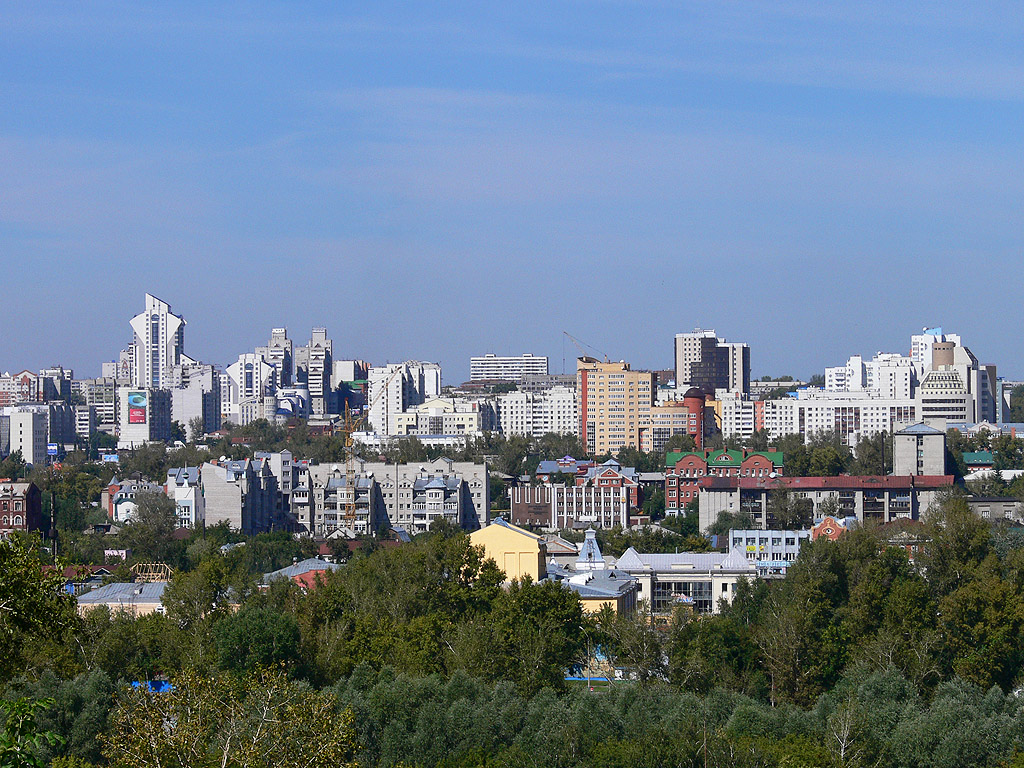
Panorama von Barnaul (2007)

Anmerkung: 1897 und seit 1939 Volkszählungsdaten

## Kultur und Sehenswürdigkeiten

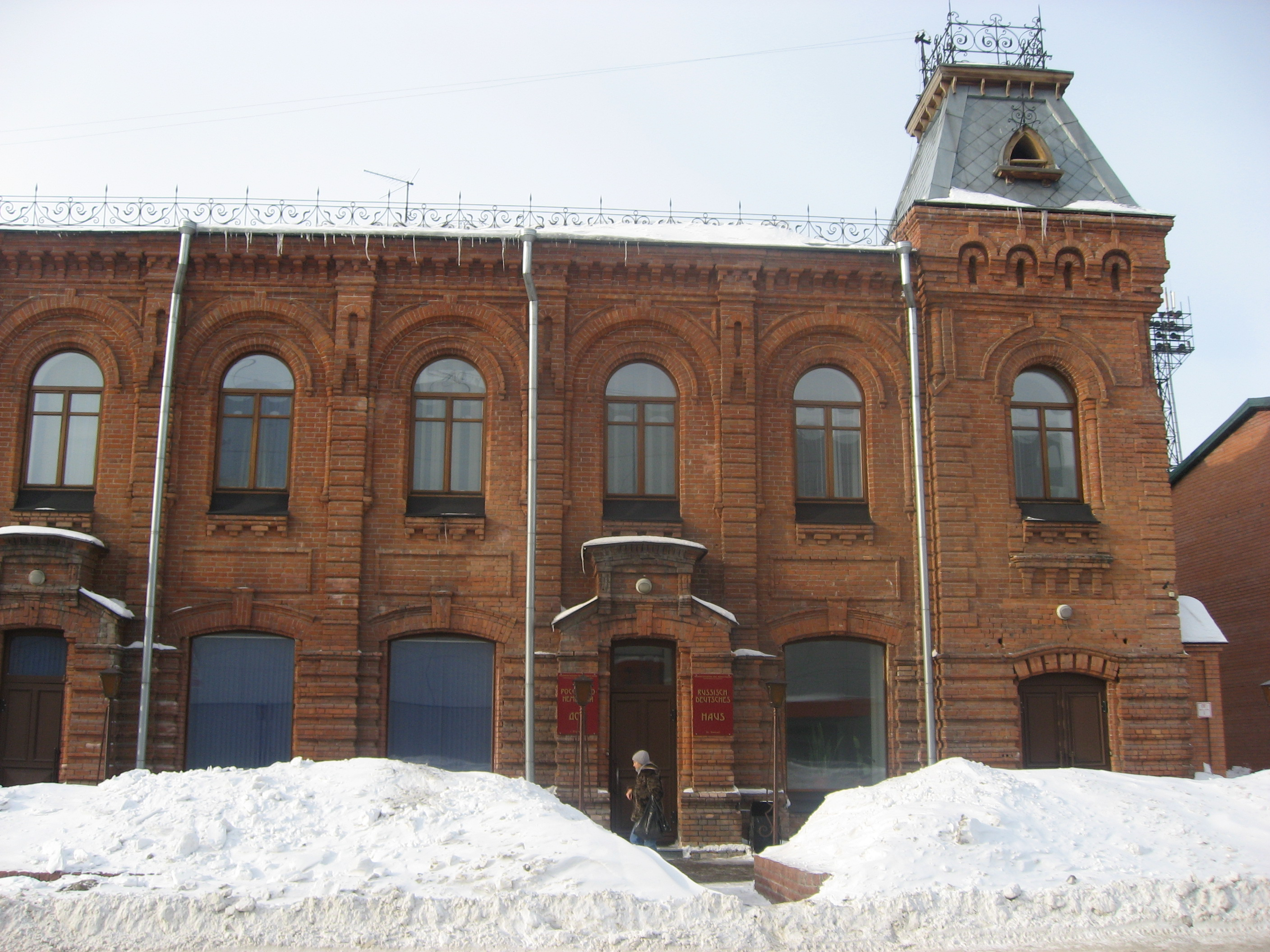
Russisch-Deutsches Haus in Barnaul

Das kulturelle Leben in Barnaul findet hauptsächlich in Theatern, von denen es fünf in Barnaul gibt, und in der örtlichen Philharmonie statt. Die drei Museen der Stadt ergänzen die für Russland typischen Kulturhäuser oder -zentren, von denen Barnaul zwölf vorweisen kann.
In Barnaul leben viele Russlanddeutsche. Daher wurde mit deutscher Hilfe in Barnaul auch ein Russisch-Deutsches Haus errichtet, das als Kulturzentrum fungiert. Ferner betreibt das Goethe-Institut in Barnaul ein Sprachlernzentrum, das Deutsch-Kurse anbietet.

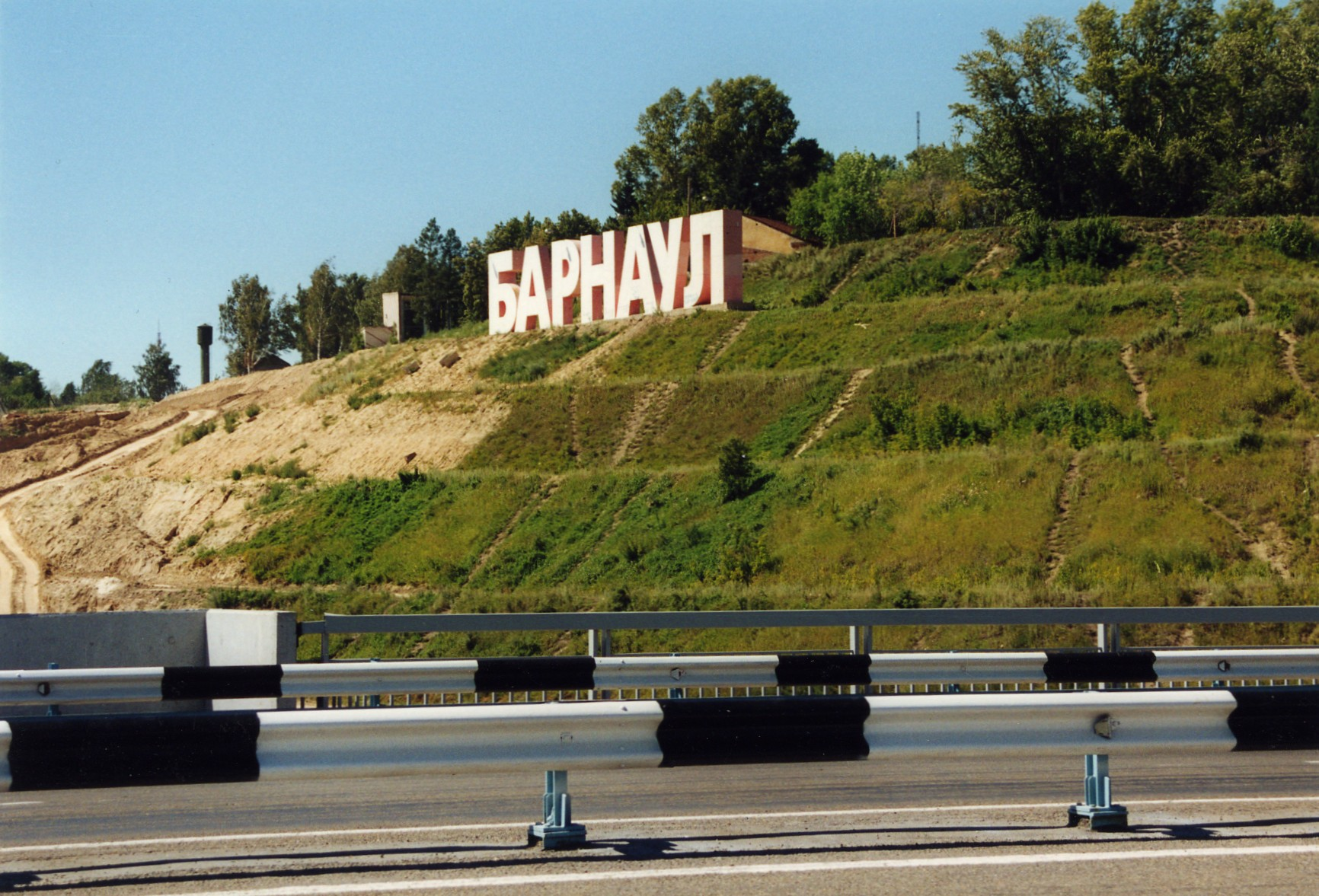
Schild mit der Aufschrift "Барнаул" (Barnaul)

Die Region Altai ist mit dem Deutschen Nationalrajon (auch Nationalkreis Halbstadt genannt) und dem Gebiet um Slawgorod eines der bedeutenden Siedlungsgebiete der Russlanddeutschen, deren Geschichte weitgehend auf die Verschleppung Deutscher aus ganz Westrussland in die Region um Barnaul auf Stalins Befehl zurückgeht, ebenso wie auf die Siedlungspolitik von Katharina der Großen, die zur Zeit ihrer Regentschaft Menschen aus Deutschland anwarb. Dort leben heute 69.000 Menschen deutscher Abstammung (Stand: 2004). Für sie wurde 1991 der Deutsche Nationalrajon (russisch Nemezki nazionalny rajon) mit dem Verwaltungszentrum Halbstadt (russisch Galbschtadt) eingerichtet.
Erwähnenswert sind die großen Sportstadien, Schwimmbäder und besonders der Sportkomplex „Ob“, in dem regelmäßig große Sportereignisse stattfinden.

## Wirtschaft

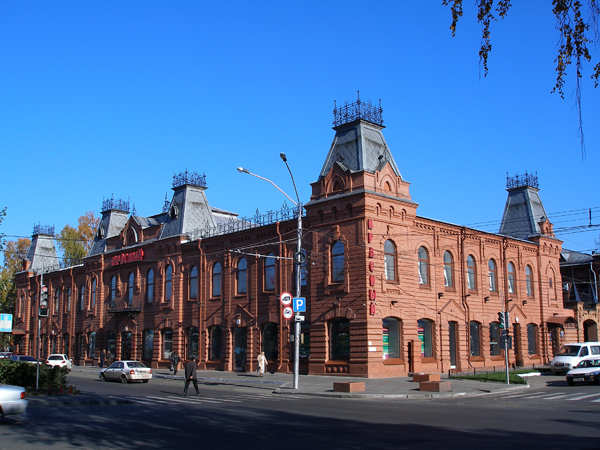
Baudenkmal Magasin Krasny (2007)

In Barnaul beschäftigen mehr als 100 Industriebetriebe ca. 120.000 Menschen, womit die Stadt das industrielle Zentrum der Region darstellt. Hier werden Produkte wie Diesel, Reifen, Maschinen zur Metallbearbeitung (Schmelzöfen, Drehbänke, …), synthetische Fasern, Dampfkessel, technisches Karbon, Bohrmaschinen, Munition, Wollkleidung, Möbel, Schuhe, Diamanten usw. hergestellt bzw. weiterverarbeitet.

## Verkehr

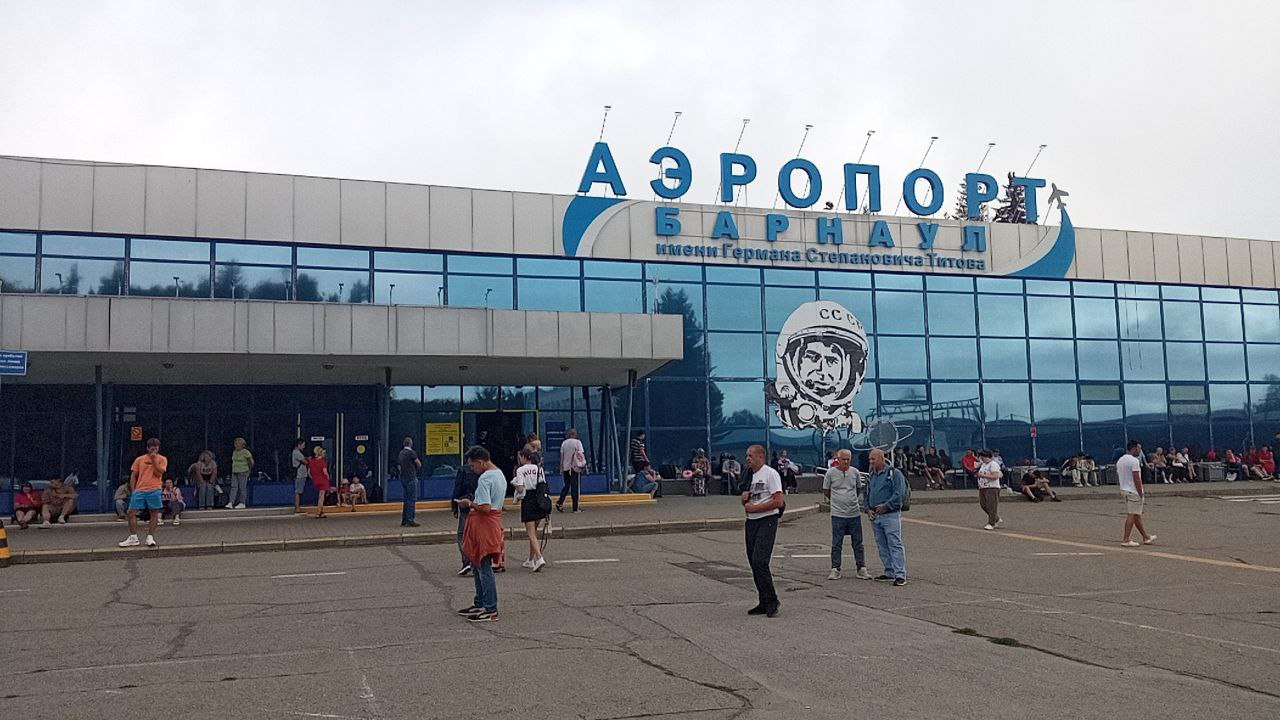
Der Flughafen Barnaul

Die Stadt liegt an der russischen Fernstraße A322. Ebenso kann man von Barnaul über die neue Ob-Brücke auf einer ca. 18 km langen Verbindungsstraße zur Fernstraße R256 gelangen, die durch die Nachbarstadt Nowoaltaisk führt. In der Stadt gibt es den Flughafen Barnaul "German Titow". Nächster internationaler Flughafen ist mit ca. 250 km Entfernung der Flughafen Nowosibirsk-Tolmatschowo. Barnaul ist außerdem an die Südsibirische Eisenbahn angeschlossen.

## Bildung
In den 30 Bibliotheken befinden sich momentan mehr als 1.200.000 Bücher, obwohl Barnaul nicht zu den Bildungszentren der Größenordnung Nowosibirsks gerechnet werden kann. Trotzdem stellt Barnaul mit mehr als 10 Weiterbildungseinrichtungen (Hochschulen, Volkshochschulen etc.) mit ca. 22.000 Studenten durchaus das Zentrum für Bildung in seiner Region dar.

### Hochschulen

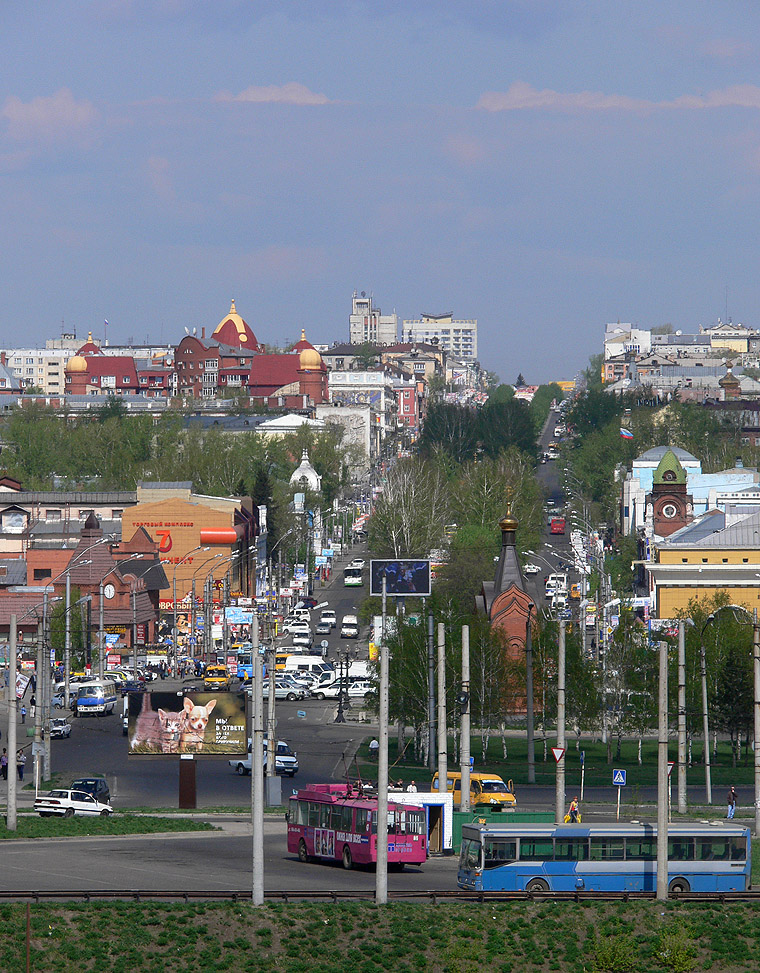
Lenin-Prospekt

- Staatliche Medizinische Universität der Region Altai
- Staatliche Pädagogische Universität der Region Altai
- Staatliche Technische I.-I.-Polsunow-Universität der Region Altai
- Staatliche Universität für Agrarwissenschaften der Region Altai
- Staatliche Universität des Altaigebiets
- Staatliches Institut für Kultur der Region Altai
- Akademie für Ökonomie und Recht des Altai
- Barnauler Institut für Recht des Innenministeriums Russlands
- Ökonomisch-juristisches Institut des Altai
- Filiale des Allrussischen Ferninstituts für Finanzen und Ökonomie
- Filiale des Russischen Ferninstituts für Textil- und Leichtindustrie

Technische I.-I.-Polsunow-Universität der Region Altai
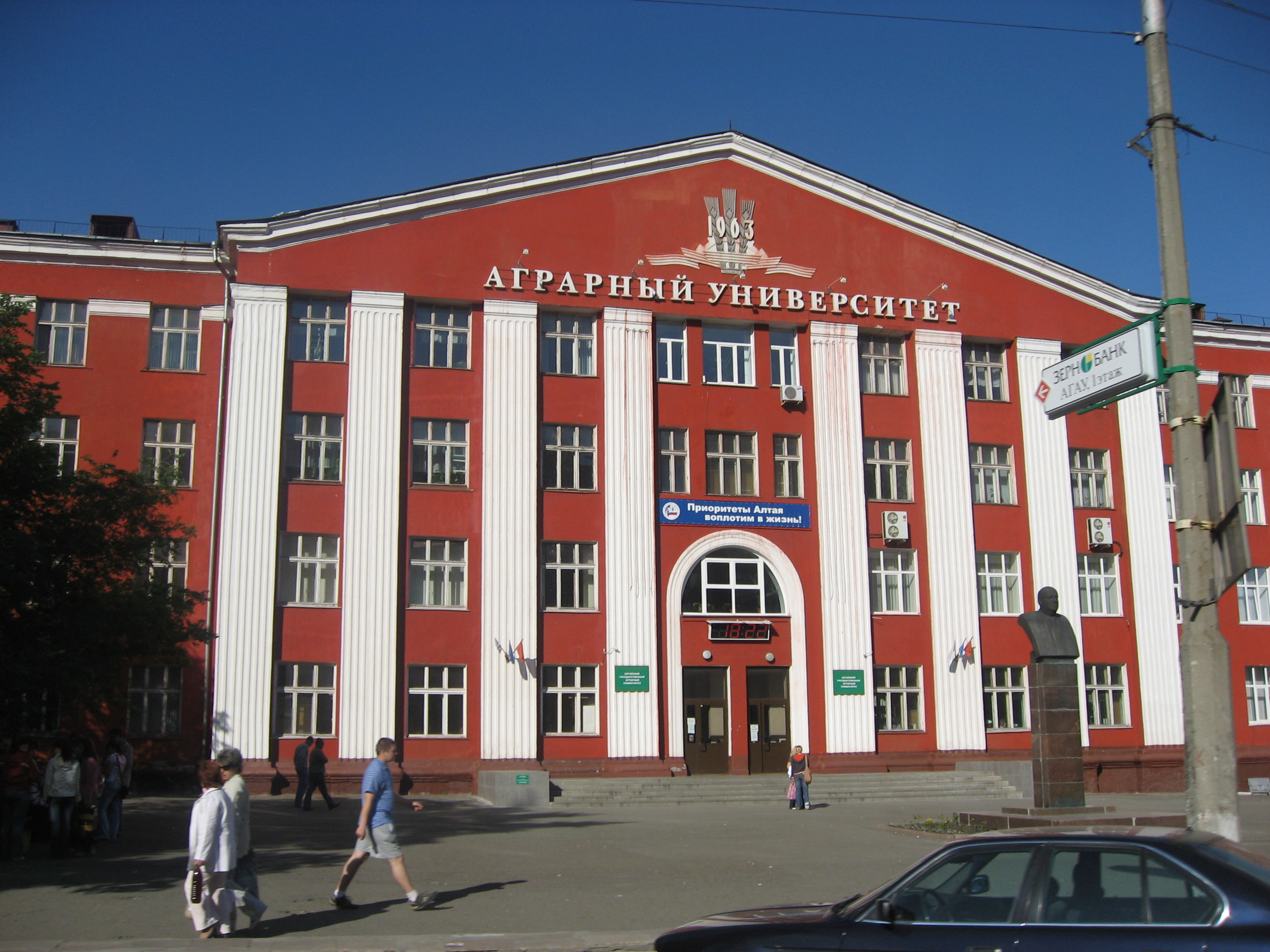
Universität für Agrarwissenschaften der Region Altai
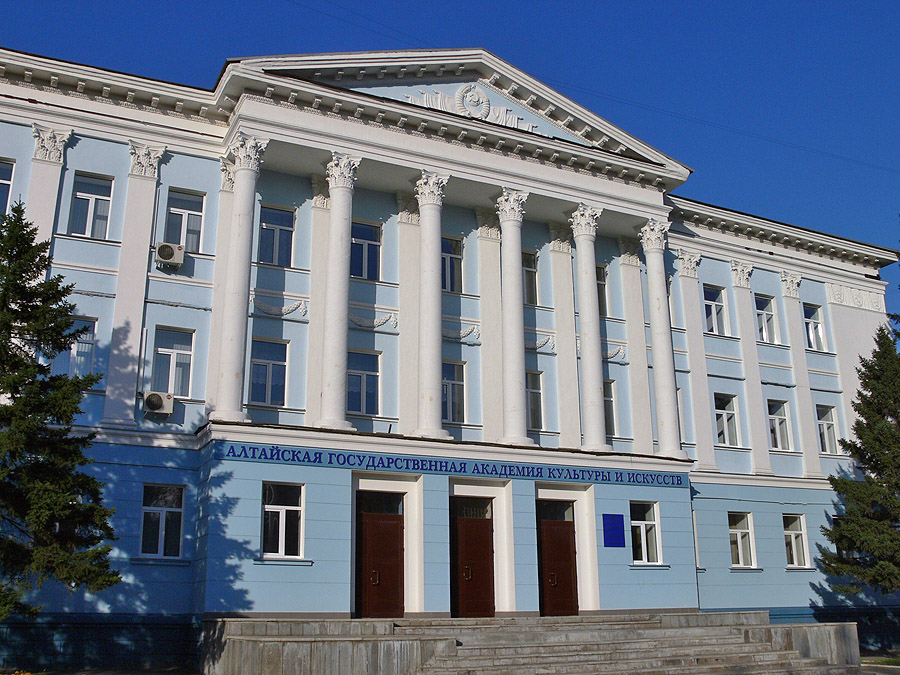
Institut für Kultur der Region Altai

## Sport
Im Fußball ist die Stadt durch den Verein Dynamo Barnaul vertreten. Daneben ist in der Stadt die Eishockeymannschaft Altai Barnaul, die an Stelle des im Jahre 2006 aufgelösten Motor Barnaul auftritt, beheimatet.

## Städtepartnerschaften
Barnaul listet folgende Partnerstädte auf:
- Flagstaff, Vereinigte Staaten
- Saragossa, Spanien
- Baicheng in Jilin, Volksrepublik China, seit 1992
- Changji in Xinjiang, Volksrepublik China, seit 2006
- Öskemen, Kasachstan, seit 2012

## Söhne und Töchter der Stadt
- Iwan Polsunow (1728–1766), russischer Erfinder, erfand den ersten Zweizylindermotor der Welt
- Emilija Anikina (1886–1983), Botanikerin, Genetikerin und Lehrerin sowie Mitglied der Russischen Geographischen Gesellschaft
- Leonid Potapow (1905–2000), Ethnologe und Historiker
- Vera von Schalburg (1907–1946), deutsche Agentin
- Rita Streich (1920–1987), deutsche Sängerin
- Boris Kulagin (1924–1988), Eishockeyspieler und -trainer
- Tatjana Talyschewa (* 1937), Weitspringerin und Hürdenläuferin
- Aghybaj Smaghulow (* 1956), kasachischer Diplomat
- Wladimir Schamanow (* 1957), Offizier
- Eugenijus Ališanka (* 1960), litauischer Lyriker, Übersetzer und Essayist
- Oļegs Karavajevs (1961–2020), lettischer Fußballtorwart
- Wladimir Popow (1962–2025), Ringer, Weltmeister und Europameister
- Konstantin Scherbakov (* 1963), Pianist
- Julia Neigel (* 1966), deutsche Sängerin, Songschreiberin und Musikproduzentin
- Jelena Schalina (* 1969), Skilangläuferin und Biathletin
- Alexei Smertin (* 1975), Fußballspieler und Politiker
- Witali Denissow (* 1976), Skilangläufer
- Michail Jakubow (* 1982), Eishockeyspieler
- Alexei Jakimenko (* 1983), Säbelfechter
- Alexei Pepeljajew (* 1984), Eishockeyspieler
- Konstantin Swetschkar (* 1984), Sprinter
- Jewgeni Gorodow (* 1985), Fußballspieler
- Wiktor Drugow (* 1986), Eishockeyspieler
- Andrei Gretschin (* 1987), Schwimmer
- Artemi Lakisa (* 1987), Eishockeyspieler
- Marija Butina (* 1988), Waffenlobbyistin
- Juri Djupin (* 1988), Fußballspieler
- Denis Kurepanow (* 1988), Eishockeyspieler
- Iwan Wischnewski (* 1988), Eishockeyspieler
- Jelena Arschakowa (* 1989), Mittelstreckenläuferin
- Alexander Jerochin (* 1989), Fußballspieler
- Andrei Kolesnikow (* 1989), Eishockeyspieler
- Alexei Tscherepanow (1989–2008), Eishockeyspieler, in Barnaul ausgebildet
- Sergei Schubenkow (* 1990), Leichtathlet
- Alexei Schumskich (* 1990), Fußballspieler
- Eduard Popp (* 1991), deutscher Ringer
- Alexander Schirow (* 1991), Fußballspieler
- Jegor Petuchow (* 1994), russisch-kasachischer Eishockeyspieler
- Maxim Simin (* 1994), Rennfahrer
- Uljana Podpalnaja (* 1995), russische Badmintonspielerin
- Wiktor Muschtakow (* 1996), Eisschnellläufer
- Alexander Sobolew (* 1997), Fußballspieler
- Daniil Serochwostow (* 1999), Biathlet
- Kirill Boschenow (* 2000), Fußballspieler
- Polina Miller (* 2000), Leichtathletin
- Andrei Swetschnikow (* 2000), Eishockeyspieler
- Witali Sytschow (* 2000), Fußballspieler
- Darja Varfolomeev (* 2006), deutsche rhythmische Sportgymnastin